# District historique de Central Marfa
Pour les articles homonymes, voir Marfa.
Le district historique de Central Marfa – ou Central Marfa Historic District en anglais – est un district historique de la ville américaine de Marfa, dans le comté de Presidio, au Texas. Centré autour de North Highland Avenue, il est inscrit au Registre national des lieux historiques depuis le 18 avril 2022.